# Julien Binford
Julien Binford (n. 25 decembrie 1908, Virginia, SUA – d. 2 septembrie 1997, Charlotte, Carolina de Nord, SUA) a fost un pictor american. A studiat la Institutul de Artă din Chicago (Art Institute of Chicago) și apoi în Franța. S-a stabilit în Virginia și a devenit cunoscut pentru picturile sale prezentând populația rurală din Virginia și pentru diferite picturi murale. În timpul celui de al Doilea Război Mondial a trăit la New York unde a pictat scene din portul orașului. În 1946 a fost numit profesor de pictură la Universitatea Mary Washington din Fredericksburg, Virginia, unde a predat până la pensionare, în 1971.

## Biografie timpurie
Julien Binford s-a născut în 25 decembrie 1909 în localitatea Fine Creek Mills din Comitatul Powhatan, Virginia, Statele Unite ale Americii. Făcând parte dintr-o veche familie din sudul Statelor Unite, el și-a petrecut copilăria în satul natal. După absolvirea liceului, s-a înscris la cursurile pregătitoare pentru facultatea de medicină de la Universitatea Emory din Atlanta, Georgia. Directorul muzeului din Atlanta a observat talentul său în schițele pe care le făcea în ședințele de disecție și l-a încurajat să studieze pictura. Julien Binford a studiat întâi la Institutul de Artă din Chicago, unde a fost foarte apreciat. În 1932, el a obținut bursa Edward J. Ryerson, de $2,500, care i-a permis să plece în Franța și să studieze pictura timp de trei ani la Paris.
In Franța s-a căsătorit cu Élisabeth Bollée (n. 9 august 1908), fiica lui Léon Bollée, un constructor de automobile francez dinainte de Primul război mondial. În 1927, Élisabeth se măritase cu contele Jean Maurice Gilbert de Vautibault și publicase câteva volume de poezii (sub numele Élisabeth de Vautibault), care au fost apreciate de scriitori consacrați ca Jean Paulhan and Léon-Paul Fargue. După ce l-a cunoscut pe Julien Binford, Élisabeth a divorțat și s-a căsătorit cu Julien Binford. Ea a continuat să scrie poezii atât în limba franceză cât și în engleză. După ce a ajuns în America, s-a convertit la credința baptistă  

## Începutul activității artistice
Întorcându-se cu soția sa în Virginia în 1935, Julien Binford a cumpărat o mică fermă numită "The Foundry". În perioada războiului civil aceasta fusese locuită de Charles Carter Lee, fratele generalului Robert E. Lee. După capitularea de la Appomattox, generalul Lee, care era în drum spre Richmond, și-a petrecut, la 14 aprilie 1865, ultima noapte în calitate de general al Confederatiei, instalându-și cortul pe peluza din fața casei. Între timp, proprietatea căzuse în păragină și în primii ani familia Binford a locuit într-o clădire fără apă, fără lumină și fără încălzire, ocupându-se în primul rând de fermă. După 1945, când situația lor financiară se îmbunătățise, ei au făcut ample lucrări de reconstrucție a vechilor clădiri.
Viața din mediul rural, cu mijloace materiale reduse, a influențat opera lui Julien Binford. Lucrările sale s-au îndepărtat de caracterul abstract pe care îl aveau, în expozițiile sale personale de la Paris, devenind mai realiste. El își găsea inspirația în viața simplă care îl înconjura. Binford a stabilit relații strânse cu populația de culoare din vecinătate, care îi punea adeseori la dispoziție modele pentru tablourile sale. Picturile, prezentate în galeriile din Manhattan, au adus la cunoștința publicului din New York viața și locuitorii din zona rurală a Virginiei.
O lucrare cunoscută a sa este tabloul "Isus pe malul Iordanului" care se află în Biserica Baptistă Shiloh din Powhatan, Virginia. Este unul din puținele cazuri în care o congreție de afro-americani a comandat o lucrare unui artist alb. Tabloul de mari dimensiuni constituie fundalul baptisteriului bisericii. Deoarece congregația era săracă, a fost plătit în produse, primind încărcătura a două camionete cu pui, porumb, cartofi și sfeclă, ceea ce a permis familiei Binford să supraviețuiască pentru o anumită perioadă de timp.
În anii 1940, Binford a reușit să intre într-o relație mai stabilă cu o galerie din New York și a reușit să se mute în Manhattan cu soția sa.

## Activitatea de pictor
Unul din programele din cadrul politicii New Deal pentru ieșirea din marea criză economică a anilor 1930, avea scopul de a asigura de lucru nu doar pentru muncitori, dar și pentru artiști. Secția de Arte Frumoase a Departamentului Trezoreriei (U.S. Department of the Treasury) comanda picturi murale pentru înfrumusețarea oficiilor poștale și a altor clădiri publice, ceea ce a avut ca efect crearea unui nou curent artistic numit "New Deal Art". Una dintre aceste comenzi, care trebuia să ilustreze industria forestieră din statul Mississippi, a fost cea pentru oficiul poștal din localitatea Forest din statul Mississippi, cu o populație de aproximativ 5.000 locuitori. Tabloul lui Binford, în ulei pe pânză, terminat în aprilie 1941, reprezintă patru tăietori de lemne în pădure. Înainte de a fi dus la Forest, tabloul a fost expus temporar în orașul Charlotte din statul North Carolina și a fost foarte bine primit de critică. Cronica din ziarul "Charlotte Observer" a fost foarte laudativă iar redactorul ziarului "Progressive Farmer" l-a considerat cea mai bună pictură expusă vreodată într-o clădire publică.
Tabloul a fost singurul pe care Julien Binford l-a executat pentru Departamentul Trezoreriei. În 1941, Binford a primit comanda pentru un alt tablou reprezentând incendierea orașului Richmond din 1865, destinat oficiului poștal din orașul Saunders, Virginia. Intenționând să ilustreze suferințele sudiștilor în ultimele zile ale Confederației, Binford a prezentat o schiță preliminară arătând o stradă a orașului în flăcări, cu oameni care jefuiau casele, o femeie încercând să scape ducându-și copilul în brațe peste cadavrele unor soldați întinse pe caldarâm, altă femeie care își rupsese bluza de pe ea pentru ca să nu ia foc și un călăreț trecând în goană. Schița a generat ample controverse. O fostă președintă a organizației femeilor sudiste United Daughters of the Confederacy declara "Este una din scenele cele mai groaznice pe care le-am văzut". Episcopul  James Cannon Jr. al Bisericii  Methodist Episcopaliene din Sud, care era foarte influent în lumea politică din Virginia, a publicat o critică în ziarul Richmond Times-Dispatch, cel mai important cotidian din Richmond, în care obiecta: "Spatele și coapsele femeii sunt prost reprezentate". Deși replicase furios: "De când a ajuns episcopul o autoritate în privința spatelui și coapselor unor femei goale?”, Julien Binford nu a obținut niciodată contractul pentru executarea tabloului.
Totuși lucările sale au atras atenția revistelor de mare tiraj Time, Newsweek și Life, care au prezentat reproduceri ale unora din picturile sale. În timpul celui de al Doilea Război Mondial Julien Binford a lucrat la o serie de tablouri intitulată "Portul New York în război", care au fost reproduse într-o secție specială a revistei Life.

## Activitatea didactică
În 1946 Binford a fost numit profesor de pictură la Universitatea Mary Washington  din Fredericksburg, Virginia. Aici a fost organizatorul unor întâlniri regulate cu un mic grup de prieteni printre care Emil Schnellock, Matila Ghyka și Milton Stansbury. A fost membru al corpului didactic timp de 25 de ani, până în 1971, când s-a pensionat pentru a putea dedica mai mult timp picturii. Multe din lucrările sale se păstrează în colecțiile permanente ale Galeriei Univestității Mary Washington.
Decanul universității. Eward Alvey Jr. îl caracteriza pe Julien Binford astfel:
"Era o persoană foarte caldă, prietenoasă, cu multă naturalețe. Picta cu sensibilitate și devoțiune, stabilind o legătură emotivă între artist și privitor. Opera sa are o prospețime și o originalitate care reflectă plăcerea lui Binford de a trăi precum și dorința sa de a împărtăși frumusețea cu cei din jurul său" 
Soția sa, Élisabeth Binford, a murit la 11 iulie, 1984. Julien a trăit singur pentru restul vieții. A murit, la Fredericksburg, în 1997, în vârstă de 88 de ani.